# 芳賀正光
芳賀 正光（はが まさみつ、1965年2月16日 - ）は、青森県出身のプロデューサー、クリエーター、著作家。

## プロフィール
商品開発やPR戦略の企業アドバイザーの他、エンターティメント分野では、映画、テレビ、WEB等の映像を中心にしたプロデューサー、クリエイター、作家として、映像、音楽、イベント等のエンターティメント事業から、商品開発、CM製作、企業アドバイザー、ボランティア活動と幅広く活躍している。
2001年にブロードバンド時代の先駆けとして、「見たい!出たい!作りたい!」をコンセプトに、日本最大級のオリジナルコンテンツ数を誇る、ブロードバンド放送局「あっ!とおどろく放送局」を開局。同局にて自らの冠番組「エムPの勝手チャンネル」に出演している。前番組「エムPの安達チャンネル」では、親交の深い放送作家安達元一と共演し業界の裏話などを繰り広げていたが、安達のスケジュールの都合から降板となり約6年続いた番組名を変更した。
スザンヌ、Wコロン、重盛さと美、オードリー、坂口杏里、等、多数のタレントが、同局の生放送で初レギュラー番組を通じて有名になっていったと言われている。また、民放番組にイモトアヤコの初メディア登場番組等、有名になる前のタレントの映像を多数保有していたことで資料映像を提供することが多々ある。
忌野清志郎のプライベート番組「KNN(清志郎ニュース・ネットワーク」や「織田哲郎のオダテツ辞典」、「髙田延彦の引退!独占インタビュー」、「カトケンの第三次世界小戦」、「一宿一通」等、TV番組では実現できない番組が多数企画されていた。
同局最大のアクセス数を誇った番組は、「一宿一通」（2001年9月15日 - 2002年9月15日）、「一宿一通2」（2007年3月1日 - 2008年8月24日）。2人の青年が徒歩だけで日本一周するドキュメンタリー作品（スタッフ等も同行せず、2人だけで記録撮影した作品）。一宿は民泊することを差し、一通は、見知らぬ次の宿主あてに手紙を書くことを指している。この旅の最初の手紙を芳賀正光が書いている。
この作品は、後にドキュメンタリー映画として公開されている。
テレビとインターネットの融合の先駆者として知られ、「世界バリバリバリュー」(TBS)では、Yahooオークションとの連動、「カワズ君の検索生活」(CX)では、Yahooの検索データの連動、「アッと驚くあの起源!!万物ルーツ大調査 バラエティご起源さん」(TBS)では、Yahoo知恵袋との連動等をプロデュース。
特に、「カワズ君の検索生活」では、構想から番組開始まで2年という歳月がかかったことを番組公式ブログに記述。ネットとテレビの本格的融合を苦悩の末、着地できたことを喜んだ。
ネット検索データの重要性を説き、検索総合研究所を立ち上げ「YAHOO!JAPAN検索ワードランキング」(東邦出版)を出版する。「カワズ君の検索生活」（CX）、「くるくるドカン」（CX)では、放送中に画面下段で常にジャンル別の検索ランキングをスクロールしていた。
プロドライバーとしてパリ・ダカール・ラリー出場やモンゴル・ラリーのサポート、アルベールビルオリンピックのサービスカー等、モータースポーツに精通している。
自身に格闘技歴があり、元プロボクサー西島洋介選手の「PRIDE」参戦時にはセコンドを務めたり、高田延彦選手の引退時には、記念Tシャツの自画像の作家として忌野清志郎を起用。また、「PRIDE」の地上波放送が中止された際には、「あっ!とおどろく放送局」で配信も手掛けている。
「ampm」「NTT DoCoMo」「ロッテリア」「小樽洋菓子舗ルタオ」 等のSP、CMや、千綿ヒデノリ、下川みくに他、音楽PVも手掛けている。
「ロッテリア・エール・ミュージック」、「ルタオ・エール・ミュージック」、「ドスパラ・エール・ミュージック」等、店内放送型情報番組という新たなメディアを展開している。
ラップ姫の小島あやめ、まねきねこダッグのますやまたかし、映画「八日目の蝉」で史上最年少で日本アカデミー賞新人俳優賞を受賞した渡邉このみ等、人気子役が歌う楽曲の作詞を手掛ける事が多い。
「NTTぷらら」が運営する「ひかりＴＶ」の103CHで、「モデルプレス」のコンテンツを主として世界初の24時間4K放送「モデルプレスTV by ひかりTV 4K」を開局し話題となる。
新しいスタイルの格闘道イベント「敬天愛人～親が子供に見せたい格闘道～」（2018.11.11/鹿児島アリーナー）の格闘道家・菊野克紀と共に立ち上げ大きな反響を得た。

## 表彰
- SBCラジオCMコピーライターコンクール入選（1989年）
- 日本赤十字社金色有功章（1994年）
- テレビ朝日「トリセツ」(ブレーン)： 第31回国際エミー賞ノミネート作品（2002年）
- 雪国もやし「はなわ熱唱」篇：第46回ACC賞テレビCM部門ブロンズ入賞
- 映画「一宿一通〜こころを紡ぐ ふれ愛のたび〜」(監督)：国際平和映画祭、こしの都賞（2008年）
- ショートムービー「SAUNA」(スーパーバイザー):
- 「SHORT SHORTS FILM FESTIVAL&ASIA 10th ANNIVERSARY」（2009年）監督:西岡純也。
オーディエンス賞、J－WAVE賞[2]
- 小樽洋菓子舗ルタオ「ドゥーブルウフロマージュ（ルタオ食べたい 泉谷しげる）」
（チーフクリエィティブ・ディレクター）：第65回広告電通賞 北海道地区 最優秀賞受賞（2011年）[11]

## 手掛けた番組や作品(プロデューサー、企画構成、演出、作詞、等)

### テレビ番組
- BSヤングバトル (NHK)
- 第10回国民文化祭 (NHK)
- JTスーパーサウンド (NTV)
- NNNニュースプラス1 (NTV)
- 人間劇場 (TX)
- ワイド!スクランブル (EX)
- 中村雅俊のゼッタイ!知りたがり (CX)
- ウォンテッド!! (CX)
- 走れ!しあわせ建設 (CX)
- バツ (CX)
- わっつ!NEW (TX)
- スーパースター最強列伝! ヒーローが認めたヒーローとは? (TX)
- 不思議どっとテレビ。これマジ!? (EX)
- 行く世紀!来る世紀!感動の涙ベスト100 (EX)
- トリセツ (EX)
- トリセツ2 (EX)
- カワズ君の検索生活 (CX)
- 井の中のカワズ君 (CX)
- くるくるドカン〜新しい波を探して〜 (CX)
- 不動産王 (BS11)
- アッと驚くあの起源!!万物ルーツ大調査 バラエティご起源さん (TBS)
- ヒャッコ (TX)
- 世界大工王選手権 (TX)
- お願い!ランキング (EX)
- シルシルミシル (EX)
- 美☆カラダの達人〜くびれ総選挙〜 (BSフジ)
- 美☆カラダの達人〜小顔総選挙&おっぱい総選挙〜 (BSフジ)
- 全国あまちゃんマップ (NHK)
- ワッチミーナ2014 (BSフジ)
- 速度の音楽（フジテレビ）
- SPEED MUSIC～ソクドノオンガク～（ｔｖｋ）

他

### 映像作品
- RALLY RAID MONGOLシリーズ（OV）ナレーター：窪田等
- 月のあるきかた〜夢あるアナタに捧げる〜（OV）ナレーター：池田秀一
- 女衒〜荷物たちの卒業〜（OV）
- SHADOW SKILL〜クルダ流交殺法の秘密〜（OVA）
- 大切な約束〜川嶋あい物語〜（ドラマ）
出演：華彩なな、乱一世、萩尾みどり、他
- 回転（ドラマ）
出演：岩佐真悠子、つるの剛士、萩原流行、他
- 大YAMATO零号シリーズ（OVA）
声の出演：ささきいさお、浪川大輔、皆口裕子、銀河万丈、諸角憲一、黒田崇矢、野島健司、吉水孝宏、鈴木麻里子、他
- 一宿一通〜こころを紡ぐ ふれ愛のたび〜（ドキュメンタリー映画）
- パラレル〜愛はすべてを乗り越える〜（映画）
出演：要潤、島谷ひとみ、細川茂樹、秋吉久美子、泉谷しげる、市毛良枝、他
- 百段階段（OV）ナレーター：荻野目慶子
- AXION（映画）
出演：荒川真士、清水優、小坂りゆ、浜田翔子、他
- TOGETHER（映画）
出演：井坂俊哉、加藤夏希、天野浩成、長谷部優、他
- 男たちの大和（映画）
- 蒼き狼 〜地果て海尽きるまで〜（映画）
- 三本木農業高校、馬術部〜盲目の馬と少女の実話〜（映画）
- 聯合艦隊司令長官 山本五十六・太平洋戦争70年目の真実（映画）アソシエイトプロデューサー
- 莫逆家族-バクギャクファミーリア-（映画）
- 武蔵野線の姉妹（映画）
- 柘榴坂の仇討（映画）
- 起終点駅 ターミナル（映画）
- ぼくのおじさん（映画）
- 暗黒女子（映画）
- 我王伝（映画）
- おみおくり（映画）
- ごっこ（映画）
- Ｌ♡ＤＫひとつ屋根の下、「スキ」がふたつ。（映画）

### 作詞
- 「Future」(旭道山)
- 「地球はともだち〜エコ・ラップ〜」(小島あやめ＆山本淳一)
- 「イケメン・パラダイス」(狩野英孝)
- 「LOVEハリケーン」(狩野英孝)
- 「瞬きできない」(松本秀人)
- 「おかずのうた」(おかずくん)（ますやまたかし）※テレビ朝日「おかずのクッキング」主題歌
- 「だい・だい・だいすき!たい・たい・たいせつ!」（渡邉このみ)※公益社団法人日本包装技術協会創立50周年テーマ曲
- 「包みたい 包まれたい」（渡邉このみ）
- 「君からあなたに」（Asahi)※小樽洋菓子舗ルタオTVCM楽曲
- 「ツタンカーメン」（インナースタイル、速水映人、他多数）
- 「二度目まして!三度目まして!」（asfi)（ワッチミーナ2014）
- 「夢!ワッチミーナ チャンス」（ワッチミーナ2014）※BSフジ「ワッチミーTV×TV」2014年度テーマ曲
- 「JIMOTO＝KAZOKU」（OS☆U)※2013年度NHKオンデマンド「全国ご当地アイドルランキングバトル」テーマソング
- 「泣いてたまるか、ハートのお引っ越し」（OS☆U)※2014年度NHKオンデマンド公式テーマソング
- 「超絶元気発信 押忍!推す!OS☆U!!!」（OS☆U)
- 「ちゅるんちゅるんに気がついて!」（OS☆U)
- 「今日もありがとう…」（ワッチミーナ2015) ※BSフジ「ワッチミーTV×TV」2015年度」テーマソング
- 「恋愛禁止!?ってか!ってか!」（ワッチミーナ2015)
- 「君のために」（OS☆U)
- 「包みたい　包まれたい（タンゴVer)」（冴木杏奈）
- 「魔法の言葉　またね。」（希帆）

他

## 著書
- 「アポロってほんとうに月に行ったの?」作・訳：芳賀正光(作はエム・ハーガ名義、訳は芳賀正光名義)(朝日新聞社)(朝日文庫)
- 「YAHOO!JAPAN検索ワードランキング」(東邦出版)
- 「クリスマス・プレゼント」作：芳賀正光、絵：松田勝(新風舎)
- 「地球ってどんな色なの?」作：はがまさみつ、絵：にしおかじゅんや(東邦出版)
- 「ワンナイト・ラヴ」著者：安達元一、岩村匡子、織田哲郎、釜沢亜季子、孫泰蔵他、田中伊知郎、芳賀正光(角川春樹事務所)※7人の作家による短編小説
- 「クイズ黄金のアイデア」共著：安達元一(フジテレビ出版)

他

## 紹介されている文献
- 「高田延彦のカタチ〜高田延彦の22年間とは? 1981-2002」(東邦出版)
- 「社長の説教!!〜自分の可能性が引き出される叱咤激励〜」夏目幸明著(日本文芸社)
- 「トリセツ〜大人のデート取扱説明書〜」(ぴあ)
- 「井の中のカワズ君 検索データブック」(フジテレビ出版)
- 「コンビニダイエット」(東邦出版)
- 「一宿一通〜こころを紡ぐ ふれ愛のたび〜」著：金澤智行、土島武蔵(講談社)
- 「Ｗコロンなぞかけで脳活」著：Wコロン(東邦出版）
- 「流転－拳銃密輸王と呼ばれて」著：金田仁（日本文芸社）
- 「宇宙一せまい授業!ディープなプロだけが知っている取り扱い注意な世界」著：北本かつら(東邦出版）
- 「ととのいました!おやこで『脳活』!なぞかけドリル」著：Wコロン(東邦出版）
- 「飛べ!ダコタ〜銀幕の渡り鳥」著：石坂智恵美（東邦出版）

他